# Сунамгандж (зіла)
Сунамга́ндж (бенг. সুনামগঞ্জ জেলা, англ. Sunamganj Zila) — одна з 4 зіл регіону Сілхет Бангладеш, розташована на північному заході регіону.
Населення — 2467968 осіб (2011; 2013542 в 2008, 1708563 в 1991).

## Адміністративний поділ
До складу регіону входять 10 упазіл:
| Зіла             | Площа, км² | Населення, осіб (1991) | Населення, осіб (2008) |
| ---------------- | ---------- | ---------------------- | ---------------------- |
| Бішвамбарпур     | 194,25     | 106182                 | 126259                 |
| Дерай            | 420,93     | 185284                 | 202791                 |
| Джаганнатхпур    | 368,27     | 188139                 | 225265                 |
| Джамалгандж      | 338,74     | 107771                 | 138985                 |
| Доварабазар      | 281,40     | 157240                 | 179201                 |
| Дхарампаша       | 496,03     | 164131                 | 182969                 |
| Сулла            | 260,74     | 89941                  | 101298                 |
| Сунамгандж-Садар | 560,76     | 303153                 | 367240                 |
| Тахірпур         | 313,70     | 133569                 | 154988                 |
| Чхатак           | 434,76     | 273153                 | 334546                 |